# Peter Holland (radio-dj)
Peter Holland (Ter Heijde aan Zee, 2 december 1951) is een Nederlands diskjockey. Zijn echte naam is Klaas van Onselen.
Van Onselen doorliep de Hotelvakschool met succes maar koos uiteindelijk voor de radio.

## Radio Noordzee
Holland begon zijn radioloopbaan op 31 maart 1971 bij de zeezender Radio Noordzee (RNI). Hij is te horen als voice-over op de hit "Geef ons een kans" van het Noordzeekoor, een single uit het voorjaar van 1973 ten behoeve van de campagne voor een legale status voor RNI binnen het omroepstelsel. Deze opzet mislukte: op 31 augustus 1974 stopten de uitzendingen en werd Van Onselen werkloos.

## VARA en NOS
Vanaf 1975 werkte hij bij de VARA en de NOS op Hilversum 3 onder andere met programma's als De Avondspits, Holland ze zeggen, Hollands handwerk, het Top 100 Jaaroverzicht van de Nationale Hitparade van 1978 (met Felix Meurders en Alfred Lagarde) en van 1979 (met Felix Meurders en Frits Spits), Dubbellisjes (met poppenspeler Wim Noordegraaf) en Holland wordt wakker. Tijdens zijn tijd bij de VARA introduceerde hij onder anderen Wim Rigter en deed hij zeven jaar lang in het weekeinde een nachtprogramma voor de NOS. Vaak begon hij zijn programma met de tekst "Het is een kwestie van één knop, en Holland spreekt een woordje mee!", een verwijzing naar de kernwapenwedloop die in die tijd heel actueel was.

## Veronica
Tussen 1 september 1989 en 30 augustus 1991 werkte hij bij Veronica op Radio 2 en Radio 3. Zijn programma's daar: Ha die Holland, Goud van Oud, Ook Goeiemorgen en Holland in de file. Eind 1991 stapte hij over naar Power FM.

## Radio 10 Gold
Op 1 november 1992 ging Holland naar Radio 10 Gold, waar hij een vaste kracht in de programmering werd. Jarenlang presenteerde hij een programma tussen 13.00 en 16.00 uur. In 2003 ging hij een programma presenteren tussen 10.00 en 14.00 uur. Dit was het gevolg van het verlies van de FM-frequentie waardoor veel DJ's bij Radio 10 ontslagen werden. Een vast item in zijn programma was toen de Hollandse Ster. In 2005 ging hij een programma presenteren tussen 10.00 en 13.00 uur. Daarbij sprak hij elke werkdag om 11.30 uur met weerman Jan Visser.
Holland vierde op 1 november 2006 zijn 15-jarig jubileum als radio deejay bij het landelijke radiostation Radio 10 Gold. Eerder dat jaar vierde hij al zijn 35-jarig jubileum als deejay.
Holland's herkenningstune was "Peter" van het koor Sweet Sixteen, een grote Nederlandse hit in 1956. De tune gebruikte hij tot de zomer van 2003, toen Radio 10 FM noodgedwongen haar programmering moest omgooien. Holland moest Radio 10 Gold begin maart 2007 verlaten doordat Talpa opnieuw op de radiozender bezuinigde.

## Radio M Utrecht
Van 2007 tot en met 2010 maakte Holland in de zomerperiode een weekendprogramma bij Radio M Utrecht (te beluisteren in de regio Utrecht) onder de naam Hollandse Zomer. Dit programma was zaterdag en zondag te beluisteren tussen 14.00 en 18.00 uur. Hier gebruikte hij weer zijn tune "Peter" van Sweet Sixteen.
Vanaf 8 januari 2011 tot april 2020 presenteerde hij iedere zaterdag het programma De Servicelijn bij Radio M Utrecht tussen 10.00 en 12.00 uur. Daarnaast maakte hij incidenteel andere programma's voor die zender.

## Persoonlijk
Van Onselen is homoseksueel en maakt daar in zijn programma's geen geheim van. Hij heeft een visuele handicap en zijn gezichtsvermogen is beperkt.

## Carrière
| Jaar        | Medium                        | Functie |
| ----------- | ----------------------------- | ------- |
| 1971 - 1974 | Radio Noordzee Internationaal | DJ      |
| 1975 - 1989 | VARA / NOS                    | DJ      |
| 1989 - 1991 | Veronica                      | DJ      |
| 1991 - 1991 | PowerFM                       | DJ      |
| 1991 - 2007 | Radio 10 Gold                 | DJ      |
| 2007 - 2020 | Radio M Utrecht               | DJ      |